# S-dualitet
S-dualitet är en term inom teoretisk fysik som beskriver en ekvivalens mellan två teorier och används inom kvantfältteori och strängteori. S-dualiteten beskriver starkkopplingsfysiken för ena teorin med hjälp av svagkopplingsfysiken för en annan teori. Det innebär att två teorier som till synes är helt olika inte alls behöver vara det utan har samma underliggande teori. S-dualiteten kopplar ihop teorier med hjälp av strängkopplingskonstanterna för respektive teori. Om kopplingskonstanten för en teori är liten kan vi analysera teorins egenskaper med hjälp av störningsmetoden, men om kopplingskonstanten är stor bryter störningsmetoden samman. Med S-dualitet kan vi genom att höja värdet på strängkopplingskonstanten för en teori få den att stämma överens med en annan teori med låg konstant. Detta gör att vi även kan använda oss av störningsteorin på strängteorin med hög kopplingskonstant, då den relevanta konstanten är den låga kopplingskonstanten.
De strängteorier som kan kopplas ihop via S-dualitet är supersträngteori typ I med heterotisk SO(32) och supersträngteori typ IIB med sig själv, vilket innebär att strängkopplingskonstanten är godtycklig i denna teori.